# ام‌وی اکدنیز
ام‌وی اکدنیز (به انگلیسی: MV Akdeniz) یک کشتی است که طول آن 474 feet می‌باشد. این کشتی در سال ۱۹۵۵ ساخته شد.